# Giedrius Gustas
Giedrius Gustas (Kaunas, 4 marzo 1980) è un allenatore di pallacanestro ed ex cestista lituano.
Alto 190 cm per 84 kg, giocava come playmaker.

## Carriera
Nel 2003, nel 2005 e nel 2007 è stato convocato per giocare gli Europei con la maglia della Nazionale lituana.

## Palmarès

### Squadra
- Campionato lituano: 4

Žalgiris Kaunas: 1998-99, 2000-01, 2002-03, 2003-04
- Coppa dei Campioni: 1

Žalgiris Kaunas: 1998-99
- FIBA EuroCup: 1

Barons/LMT: 2007-08
- Lega Nord Europea NEBL: 1

Žalgiris Kaunas: 1999

### Individuale
- MVP finals FIBA EuroCup: 1

Barons/LMT: 2007-08